# Saproamanita thiersii
Saproamanita thiersii é um fungo que pertence ao gênero de cogumelos Amanita na ordem Agaricales. É encontrado exclusivamente na América do Norte.

## Taxonomia
A espécie foi descrita pela primeira vez em 1957 por Harry Delbert Thiers, um micologista norte-americano que encontrou o fungo num gramado do campus onde estudava. Ele batizou o cogumelo de Amanita alba, mas esse nome foi anulado, uma vez que já havia sido utilizado para outra espécie. Em 1969, o fungo foi renomeado pelo micologista holandês Cornelis Bas como Amanita thiersii em homenagem ao seu descobridor. Foi colocado no gênero Amanita na seção Lepidella e subseção Vittadiniae. Bas criou a estirpe (uma classificação informal abaixo do nível de espécie) Thiersii, na qual ele alocou A. thiersii juntamente com A. albofloccosa, A. aureofloccosa, A. foetens e A. praeclara. Em língua inglesa, o cogumelo é popularmente chamado de "Thiers' lepidella".

## Descrição

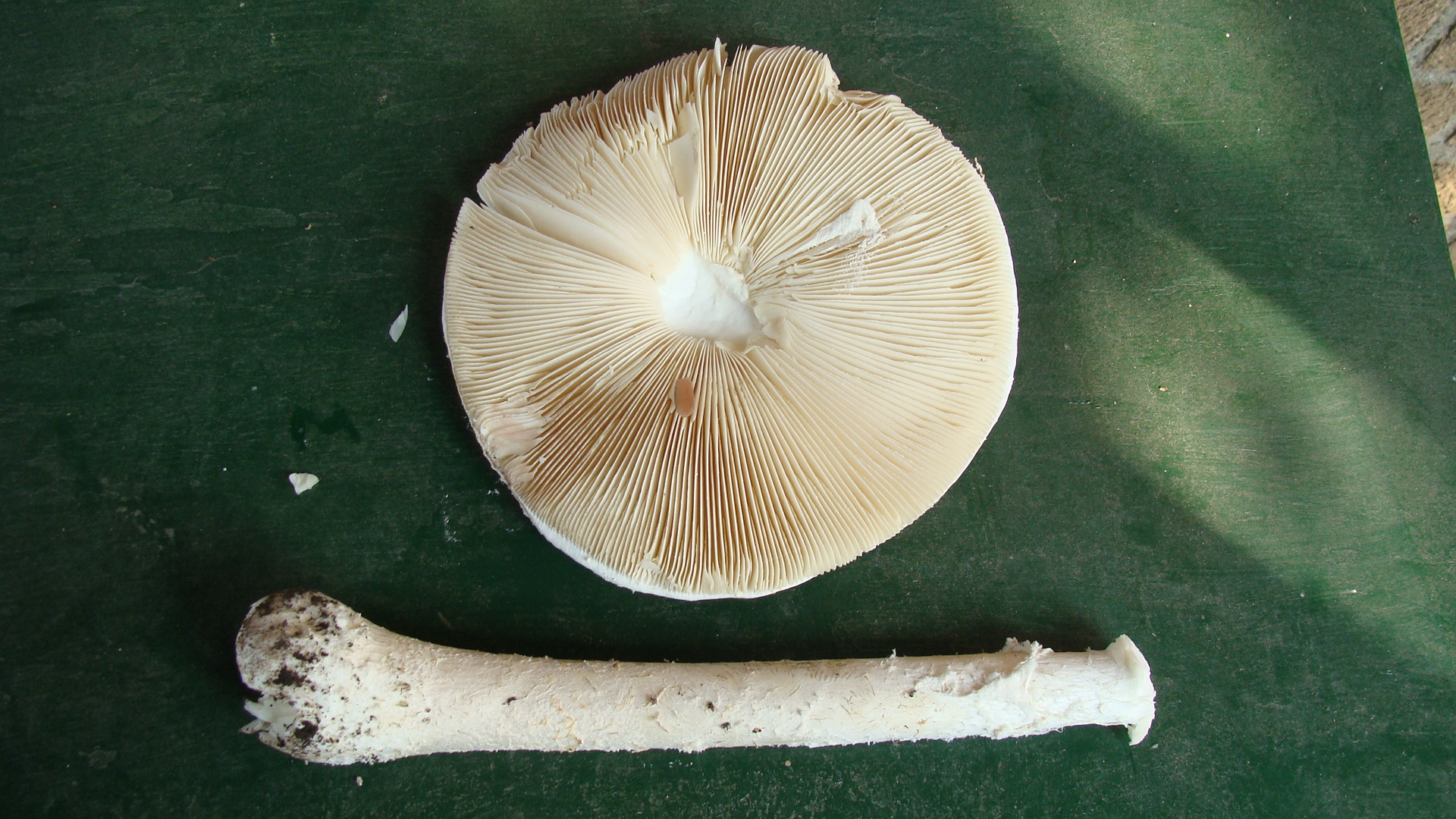
Píleo (face inferior) e estipe.

O píleo é branco e seco, medindo 3,5 a 10 cm de largura, e tem formato convexo, cônico ou plano-convexo. Muitas vezes tem um umbo largo. A carne do píleo pode ter até 1 cm de espessura. No início, o píleo é coberto pelos restos brancos, macios e fragmentados do véu universal, que se tornam mais amplamente separados a medida que o píleo se expande. Eles são desgrenhados e um pouco pegajosos.
As lamelas possuem comprimentos variados. Elas estão livres de conexão com a estipe e podem estar apinhadas ou espaçadas. Elas podem ser estreitas ou largas e são de cor branca a amarelo cremoso. A estipe é branca e mede 8 a 20 cm de comprimento e 1 a 2 cm de largura. Em alguns espécimes, a estipe apresenta tons de amarelo. É oca ou levemente recheada com um tecido felpudo. O bulbo na base é ligeiramente mais largo do que o resto da estipe. O bulbo tem 2,5 cm de comprimento e 2,2 cm de largura. Um anel pendente e desgrenhado está presente, e muitas vezes se solta antes do fungo amadurecer.
Esporos de A. thiersii são brancos e aproximadamente esféricos. Eles medem aproximadamente 7,8 a 9,8 por 7,3 a 9,0 µm e são amiloides. Em uma análise, tanto monocarióticos (um núcleo por célula) e dicariótico (dois núcleos por célula) estirpes foram isoladas de corpos de frutificação. Todos os esporos foram encontrados sendo binucleados mas os investigadores acreditam que na estirpe monocarióticos, o segundo núcleo não tinha de passar através do tubo de germe.
O odor deste cogumelo é indistinto, mas com a idade pode tornar-se desagradável, como a de deterioração ou queijo. O fungo é dito ter sabor amargo ou amargo metálico oleoso.

## Espécies semelhantes
A. thiersii pode ser recolhido inadvertidamente por pensar que trata de um cogumelo comestível devido ao fato de que ele cresce em gramados entre gramíneas. Isto está em contraste com a maioria das outras espécies Amanita que crescem ao redor de árvores e estão, portanto, geralmente em florestas. Ele pode ser distinguido de outros fungos brancos que crescem na pastagem por seu chapéu macio, embora os fragmentos do véu branco podem, eventualmente, ter sido lavados pela chuva.
É semelhante em aparência a diversas outras espécies Amanita. Ele pode ser distinguido do A. praegraveolens microscopicamente pela ausência de fíbulas entre as células de A. thiersii. Tanto A. thiersii como A. aureofloccosa têm estipes ocas mas o último tem uma estipe mais afilada e todo o corpo de frutificação é amarelado. A. silvifuga é outra espécie que cresce em locais semelhantes na pastagem no Texas e o especialista H. D, Thiers descreveu o gosto dele e de A. thiersii como sendo amargo. Pode ser distinguido pela sua coloração mais escura e aparência mais verrucosa.

## Toxicidade
Suspeita-se que a espécie seja tóxica como é o caso da maioria dos seus parentes próximos. Manusear o cogumelo é inofensivo; o envenenamento ocorre apenas após a ingestão. Um caso de envenenamento que pode ter sido causado por A. thiersii foi relatado no estado de Puebla, no México. O resultado deste caso é desconhecido. Os sintomas de envenenamento nos seres humanos incluem deficiência reversível da função renal. Um teste de Meixner revelou que amatoxinas não estavam envolvidas no caso Puebla.

## Ecologia e habitat
Os corpos de frutificação de Amanita thiersii se desenvolvem em gramados, pastagens e pradarias em toda a bacia do rio Mississippi. Muitas vezes formando anéis de fadas, mas também podem aparecer isolados. Foi encontrado crescendo no mesmo gramado como Chlorophyllum molybdites. Análise usando isótopos estáveis de carbono provou que este cogumelo é saprotrófico na natureza, ao contrário dos outros Amanitas, que são micorrízicos.
Os cogumelos da espécie crescem durante meados ou final do verão até o início do outono. Desde que foi relatada pela primeira vez em 1952 no Texas, esta espécie aumentado sua área de ocorrência. Ela apareceu no sul de Illinois em 1990 e desde então se espalhou para o centro do estado, onde ele é o cogumelo mais comum encontrado em gramados durante os meses de julho e agosto. Atualmente, ocorre em nove estados, incluindo Missouri, Oklahoma, Texas, Kentucky, Ohio, Kansas e Illinois. Ele também ocorre no México.

## Projeto genoma
A principal fonte de carbono para o A. thiersii vem da celulose da matéria vegetal em decomposição encontrada nos campos onde o cogumelo cresce. As enzimas que degradam a celulose são homólogas àquelas utilizadas pelos fungos ectomicorrízicos que formam associações simbióticas com raízes de plantas. Na tentativa de identificar os genes envolvidos nestes processos, os pesquisadores do Departamento de Energia dos Estados Unidos e da Universidade de Harvard estão trabalhando em conjunto para sequenciar o genoma de A. thiersii e compara-lo com o de Amanita bisporigera, uma espécie que forma associações micorrízicas com árvores, e cujo genoma já foi parcialmente sequenciado. Eles esperam entender melhor os processos genéticos envolvidos na evolução das associações ectomicorrízicas. Outro objetivo da pesquisa é verificar se as enzimas utilizadas por A. thiersii para degradar a celulose podem ser utilizadas, com custo-efetividade, na conversão de resíduos agrícolas em biocombustíveis. A. thiersii parece estar expandindo a sua área de ocorrência em direção norte, e o conhecimento de seu genoma pode dar pistas de como ele está se adaptando às mudanças climáticas, além de fornecer mais informações sobre as relações micorrízicas.
Esta pesquisa tem mostrado que não há uma única origem de simbiose ectomicorrízica no gênero Amanita. A análise do DNA revelou que um grupo de espécies na subsecção Vittadiniae (que inclui A. thiersii) têm algumas características derivadas. Este clado contém um único ancestral (ou um número muito pequeno deles) e parece ter surgido numa fase muito precoce na evolução do gênero.